# Kasper Agnas
Kaspar Bernard Agnas (* 30. Mai 1992) ist ein schwedischer Jazz- und Improvisationsmusiker (Gitarre, Komposition).

## Leben und Wirken
Agnas wuchs in einer Musikerfamilie auf; seine Eltern sind die Gitarristin Sabina Agnas und der Trompeter Urban Agnas; mit seinen Brüdern Konrad Agnas, Mauritz Agnas und Max Agnas wirkte er schon früh in einer Band, die 2007 als Agnas Bros. ihr Debütalbum veröffentlichte, dem bis 2022 weitere Alben folgten. Auch spielten sie mit Musikern wie Nils Landgren, Per Texas Johansson und Jonas Kullhammar.
Mit den Brüdern Christof und Dominik Mahnig betrieb Agnas das Trio Mahnig-Agnas-Mahnig (Royal Rendezvous 2016). Mit Julia Strzalek und Signe Emmeluth am Saxophon, Mauritz Agnas am Bass und Karl-Henrik Ousbäck am Schlagzeug (der auch Saxophon spielte) gründete Agnas seinen Kaspar Agnas Circus, mit dem er 2018 das Album Både Takt & Ton vorlegte. 2021 legte er sein Soloalbum Grain vor, das mit Werken von Mimir oder Jim O’Rourke verglichen werden kann; mit einem Soloprogramm präsentierte er sich 2022 beim Moers Festival. 2023 folgte bei Haphazard Music die EP 1305, die ihn als Komponisten präsentiert; auf Imber spielt er als Hauptsolist mit 13 weiteren Musikern. Zudem arbeitete er mit David Stackenäs und Joakim Milder zusammen. Weiterhin ist er auf dem Album Some of Them Were Never Unprepared mit dem Alex Zethson Ensemble zu hören.
Agnas war 2017 der Gewinner der Montreux Jazz Electric Guitar Competition.